# Sacharine
Sacharine (E954) is een kunstmatige zoetstof. Het is de oudste kunstmatige zoetstof en werd in 1879 ontdekt door Ira Remsen en Constantin Fahlberg aan de Johns Hopkins University bij een onderzoek naar koolteerderivaten. Ira Remsen zou de zoete smaak hebben ontdekt tijdens een maaltijd na het werk toen hij zijn handen niet goed had gewassen. De stof heeft in het  UV/VIS-spectrum een maximum bij 267,3 nm (0,1N NaOH).
Sacharine levert geen energie en heeft een zoetkracht die 350 maal groter is dan die van suiker. Dit betekent dat toevoeging in de orde van milligrammen aan voedingsmiddelen hetzelfde effect geeft als toevoegen van grammen suiker. Sacharine kan echter ook een onaangename metalige nasmaak hebben bij grotere hoeveelheden.
Sacharine wordt snel door het lichaam opgenomen en vrijwel volledig onveranderd uitgescheiden via de urine. Sacharine heeft geen invloed op de concentratie glucose in het bloed, wat het uitermate geschikt maakt als zoetstof voor diabetici. Naast de toepassing in voedingsmiddelen geschikt bij diabetes is sacharine ook uitermate populair als zoetstof in "light" producten zoals suikervrije frisdranken.
In de jaren 1960 kwam sacharine in opspraak toen uit dierproeven bleek dat grote hoeveelheden bij ratten blaastumoren veroorzaakten. Het verband tussen inname van sacharine en kanker is bij mensen echter nooit aangetoond. Voor volwassenen wordt aanbevolen om per dag maximaal 150 mg in te nemen, voor kinderen is dit 2,5 mg/kg lichaamsgewicht.